# Cyrus S. Eaton

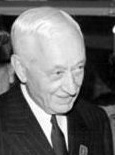
Eaton 1960 in Leipzig

Cyrus Stephen Eaton (* 27. Dezember 1883 in Pugwash, Kanada; † 9. Mai 1979 in Cleveland, Ohio) war ein kanadischer Investment-Banker, Geschäftsmann und Philanthrop in den USA.

## Leben
Weltbekannt wurde Eaton durch seine Einladung zur sogenannten Pugwash-Konferenz während des Kalten Krieges.
Er verwandte sein Geld um die Ortschaft Pugwash wieder aufzubauen und sicherte den Ort vor Überflutungen. Er ließ Gehsteige asphaltieren und einen Park anlegen, um die Ortschaft für Touristen attraktiv zu machen. Sein Plan schlug jedoch zunächst fehl.
Im Jahr 1957 brachte Cyrus Eaton die Pugwash Conferences on Science and World Affairs, eine Konsequenz des „Russell-Einstein-Manifestes“ von 1955 nach Pugwash. 1958 wurde Eaton in die American Academy of Arts and Sciences gewählt.
Eaton wurde 1959 mit dem Internationalen Lenin-Friedenspreis ausgezeichnet.